# Cirsium calcareum
Cirsium calcareum là một loài thực vật có hoa trong họ Cúc. Loài này được (M.E.Jones) Wooton & Standl. mô tả khoa học đầu tiên năm 1915.